# Silasselkä
Silasselkä är en kulle i Finland.   Den ligger i den ekonomiska regionen  Fjäll-Lappland  och landskapet Lappland, i den norra delen av landet, 900 km norr om huvudstaden Helsingfors. Toppen på Silasselkä är 364 meter över havet.
Terrängen runt Silasselkä är huvudsakligen platt.  Trakten runt Silasselkä är nära nog obefolkad, med mindre än två invånare per kvadratkilometer. Det finns inga samhällen i närheten. 